# Joseph Chamberlain
Joseph Chamberlain (Londra, 8 luglio 1836 – Highbury, 2 luglio 1914) è stato un politico britannico.
Ministro del Commercio (dal 1880 al 1885) e ministro delle Colonie (dal 1895 al 1903) della Gran Bretagna. Fu liberale e radicale ma come unionista si impegnò affinché l'Irlanda rimanesse nel Regno Unito. Promosse un nuovo tipo di imperialismo basato sugli investimenti nelle colonie e sull'idea di una federazione imperiale. È considerato uno dei maggiori responsabili della crisi che determinò la seconda guerra anglo-boera. Nel 1898 fu promotore di un'alleanza fra Gran Bretagna e Germania che non si realizzò.

## Le origini e gli inizi
Joseph Chamberlain nacque e crebbe a Londra, figlio di un piccolo fabbricante di calzature. Ultimati gli studi entrò nell'azienda del padre che quando Joseph ebbe compiuto 18 anni lo mandò a lavorare a Birmingham. Qui il giovane divenne ricco in breve tempo e all'età di 38 anni si ritirò per dedicarsi completamente alla politica. Fu sindaco di Birmingham, per il Partito liberale, dal 1873 al 1876, anno in cui entrò alla Camera dei Comuni. Nel 1877 fondò la Federazione liberale (National Liberal Federation), un'organizzazione politica di indirizzo radicale che aveva la sede centrale a Birmingham. Con il secondo governo del liberale William Ewart Gladstone, nel 1880, Chamberlain fu nominato ministro del Commercio (President of the Board of Trade), carica che conservò fino al 1885.

## Ministro del Commercio (1880-1885)
L'incarico fu un riconoscimento della politica radicale di Chamberlain che allo stesso tempo accettava, con il ministero, le regole della tradizionale politica liberale. Anzi, quando Gladstone nel 1882 si mostrò cauto nei confronti di un'eventuale occupazione dell'Egitto, Chamberlain si schierò con la fazione “ardita” convertendosi all'intervento. Egli si convinse che il capo egiziano della rivolta, Ahmad Urabi, era in realtà un avventuriero e non un vero nazionalista, che avrebbe messo in pericolo la sicurezza sia del Canale di Suez, sia del commercio inglese che vi transitava. Chamberlain tuttavia non diede molta pubblicità alla sua posizione, poiché temeva di perdere consensi fra i “Little Englanders” radicali, un movimento antimperialista.

## La Questione irlandese

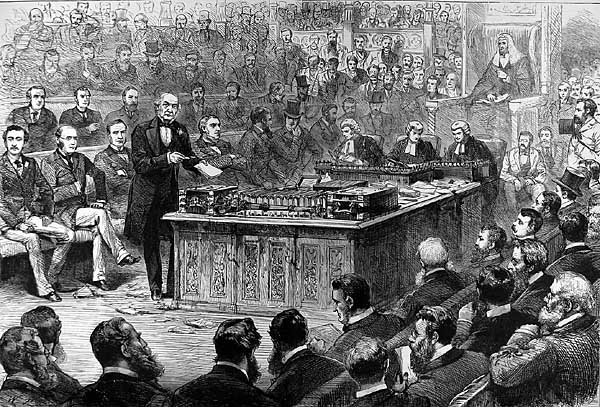
Gladstone parla alla Camera dei Comuni sull'autogoverno dell'Irlanda l'8 aprile 1886 (dallIllustrated London News).

Per la sinistra liberale, nella quale Chamberlain ufficialmente militava, l'autodeterminazione dell'Irlanda dal Regno Unito fu un problema molto sentito. La simpatia per gli oppressi si scontrava con la necessità di mantenere la legge e l'ordine. Chamberlain finì per approvare l'arresto dell'autonomista irlandese Charles Stewart Parnell, sebbene, in generale, le sue idee liberali mantenessero un certo vigore. Nel 1884, infatti, in diverse manifestazioni criticò aspramente l'istituzione della Camera dei Lord: «Noi non saremo mai l'unica razza del mondo civile schiava delle pretese insolenti di una casta ereditaria».
Nell'inverno fra il 1884 e il 1885, Chamberlain propose a Parnell un'alleanza fra i liberali radicali e i nazionalisti irlandesi. Tale intesa si sarebbe basata su un piano di decentramento dei poteri per l'Irlanda che però non prevedeva né una vera indipendenza, né l'istituzione di un parlamento locale. Il 9 giugno 1885 il governo liberale, più volte battuto sul bilancio, cadde e Chamberlain, svincolato da ogni impegno ministeriale, si trovò libero di contrastare Gladstone nella sua politica favorevole all'autonomia irlandese. Poco prima della caduta del governo, inoltre, era fallita l'intesa con Parnell, che sarebbe servita a Chamberlain soprattutto a battere il Primo ministro nella lotta alla leadership del Partito Liberale.
Entrato nel terzo governo Gladstone nel 1886, Chamberlain vi rimase poche settimane, il tempo che si definisse la nuova proposta per l'autonomia dell'Irlanda del Primo ministro, la Home Rule Bill, che portò alla definitiva rottura fra i due politici. Calcoli di opportunità politica guidarono probabilmente Chamberlain, oltre alla convinzione che consentire all'Irlanda di possedere un parlamento autonomo avrebbe messo in pericolo la stabilità dell'Impero britannico. L'8 giugno, la Home Rule Bill fu respinta per 341 voti contro 311 e il giorno dopo il governo sciolse il parlamento.

## La nuova visione di Impero (1886-1895)

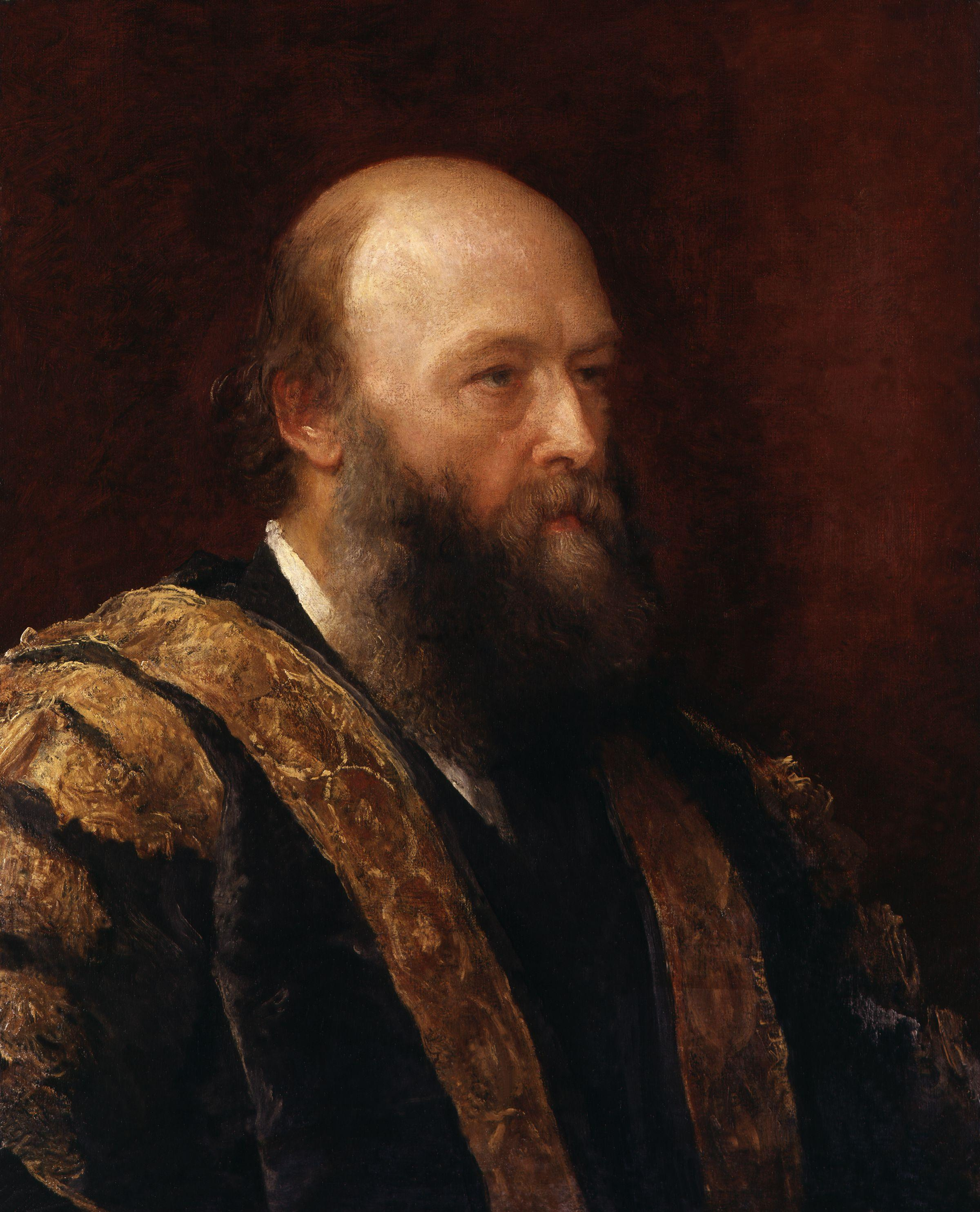
Lord Salisbury.

Dopo la caduta del terzo, breve, governo Gladstone, Chamberlain fondò nel 1886, assieme a Spencer Cavendish, il Partito Liberale Unionista (Liberal Unionist Party). Le elezioni dello stesso anno determinarono la vittoria dei conservatori e il nuovo Primo ministro, Lord Salisbury, nell'agosto del 1887 volle affidare a Chamberlain il difficile compito di mediare fra Stati Uniti e Canada sulla questione dei diritti di pesca nel Golfo di San Lorenzo.
Con questo viaggio maturò in Chamberlain la nuova visione di Impero: di fronte al pericolo di un accordo commerciale fra Stati Uniti e il Dominion del Canada, egli dichiarò che la chiave consisteva «nella soluzione del grande problema del governo federale», già realizzato dai canadesi. Questa stessa soluzione doveva essere attuata per tutto l'Impero britannico. Chamberlain si convinse che la «razza britannica» fosse la migliore del mondo e che la crescita della potenza di Londra fosse nell'interesse dell'umanità, soprattutto dei popoli di colore. Per attuare questo progetto occorreva una “Federazione imperiale” che armonizzasse politica ed economia di tutti i componenti dell'Impero britannico. È verosimile che tali idee, assieme a quelle per preservare l'Irlanda nel Regno Unito, trovassero d'accordo molti Conservatori. Si realizzò quindi la possibilità di un governo di coalizione fra i Liberali unionisti di Chamberlain e i Conservatori.
Nel 1895 cadde il governo dei liberali di Gladstone presieduto da Rosebery e la Regina Vittoria affidò l'incarico al conservatore Robert di Salisbury; questi formò rapidamente il suo governo di coalizione unionista e a Chamberlain fu affidato il Ministero delle Colonie.

## Ministro delle Colonie (1895-1903)
Chamberlain, come capo del gruppo unionista in Parlamento, ebbe all'interno del governo un peso considerevole. Assieme al Primo ministro Salisbury, che avrà anche l'incarico agli Affari Esteri fino al 1900, e al nipote di questi, Arthur James Balfour, presidente della Camera dei Comuni, egli formò la terna che diresse il Regno Unito dal 1895 al 1902. La nuova politica coloniale di Chamberlain era di investimenti economici e di sviluppo. Bisognava costruire ferrovie, attrarre capitali, incoraggiare la produzione. Amministrazione organizzata e imperialismo costruttivo furono le colonne portanti del nuovo corso.

### Contro il Transvaal
Molto ambizioso, Chamberlain era alla ricerca di una vera occasione di gloria che parve arrivare dall'Africa australe. Dopo la scoperta dell'oro nel 1885, si verificò nella Repubblica del Transvaal un notevole influsso di stranieri che destabilizzò il Paese. Dieci anni dopo, agli inglesi sembravano maturi i tempi per tentare un colpo di Stato e riacquistare il potere perso con la guerra del 1880-1881. Il Primo ministro della Colonia del Capo, Cecil Rhodes, sostenuto da Chamberlain, organizzò un'incursione militare nel Transvaal che, attuata fra il dicembre 1895 e il gennaio dell'anno successivo, fallì miseramente. Il coinvolgimento di Chamberlain nella serie di fatti che portarono all'incursione fallita, era tale che se fosse venuto alla luce avrebbe probabilmente messo fine alla sua carriera politica.

### Contro la Francia sul fiume Niger

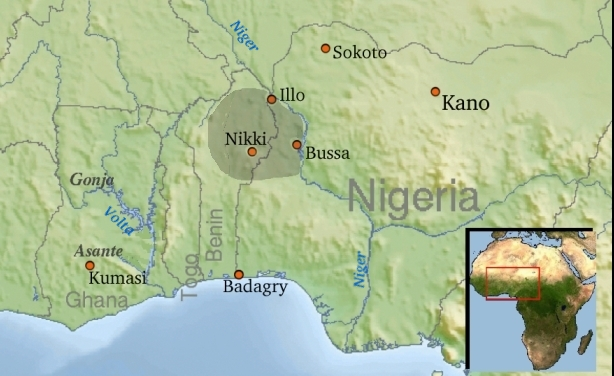
La zona di tensione fra Gran Bretagna e Francia nel 1897-1898

Tuttavia le opportunità in Africa non mancavano. A conclusione di una vasta serie di operazioni coloniali nel 1897 la Francia occupò Bussa (in Nigeria), sul fiume Niger. In quella zona, il corso inferiore del fiume, vantava diritti economici la Compagnia inglese Royal Niger Company. Chamberlain decise di istituire in loco una forza militare, la West African Frontier Force, puntando a creare un insediamento britannico accanto ad ogni insediamento francese.
Salisbury si disse contrario perché considerava la strategia troppo rischiosa ma Chamberlain, che aveva l'appoggio di altri ministri, la spuntò e nel 1898 sul fiume Niger ebbe inizio la sua politica. Ovunque si alzasse una bandiera francese, poco più in là ne veniva issata una britannica. Si verificarono molti incidenti ma nessuna delle due parti sarebbe mai entrata in guerra con l'altra per questioni simili. Il 14 giugno 1898, riunitasi la Commissione per il fiume Niger, venne firmata la convenzione anglo-francese che poneva fine a due decenni di rivalità. La Francia ottenne Nikki; la Gran Bretagna, il controllo politico del corso meridionale del fiume e dell'intero Califfato di Sokoto. I francesi rimasero delusi: molto di quello che avevano conquistato, andò perduto.

### La proposta di alleanza con la Germania
Nel 1898, Salisbury, indebolito per la salute malferma, perdeva man mano il controllo della politica estera a favore di Chamberlain che, nonostante le simpatie dei tedeschi per i boeri, a marzo, lanciò la proposta di un'alleanza con la Germania. Le mire di Chamberlain puntavano soprattutto alla Cina, su cui egli riteneva di trovarsi in antagonismo con la Russia. Da qui le prospettive di un'alleanza con la Germania che tenesse sotto scacco lo Zar ad Occidente.
La decisione di fare proposte alla Germania venne presa in un Consiglio dei ministri del 25 marzo 1898. L'interlocutore tedesco di Chamberlain fu l'ambasciatore a Londra Paul von Hatzfeld zu Wildenburg al quale fu chiaramente proposta un'alleanza difensiva. Alle perplessità del ministro degli Esteri tedesco Bernhard von Bülow, secondo cui caduto il governo inglese quello successivo avrebbe potuto non mantenere gli impegni, Chamberlain rispose che l'alleanza sarebbe stata votata dal Parlamento per essere sancita definitivamente. Il ministro delle Colonie spiegò che lo scopo principale dell'accordo sarebbe stata la spartizione fra Gran Bretagna e Germania di quelle parti dell'Impero cinese che erano ancora a disposizione delle grandi potenze. Ma per Bülow, troppe erano le incognite. Prima fra tutte il parlamento inglese che avrebbe potuto rifiutare la proposta scoprendo il gioco e mettendo in crisi i rapporti fra Germania e Russia.
Alla fine di aprile del 1898, Salisbury riprendeva la direzione degli Affari Esteri, dichiarandosi molto scettico sulla possibilità di un'alleanza formale che invece Chamberlain invocò ancora in un discorso tenuto a Birmingham il 13 maggio. Per nulla scoraggiato il ministro delle Colonie fece un altro tentativo ad agosto, attraverso l'ambasciatore inglese a Berlino Frank Lascelles (1841-1920) che propose ufficiosamente un'alleanza che sarebbe scattata se una delle due parti fosse stata attaccata contemporaneamente da due potenze nemiche. A questo punto il Kaiser Guglielmo II si dimostrò favorevole ma Bülow gli fece cambiare idea facendogli notare come, in caso di guerra, tutto il peso militare sarebbe ricaduto sulla Germania, confinando essa con entrambe le potenze a cui alludeva Chamberlain (Francia e Russia).

### Lo scoppio della Guerra boera

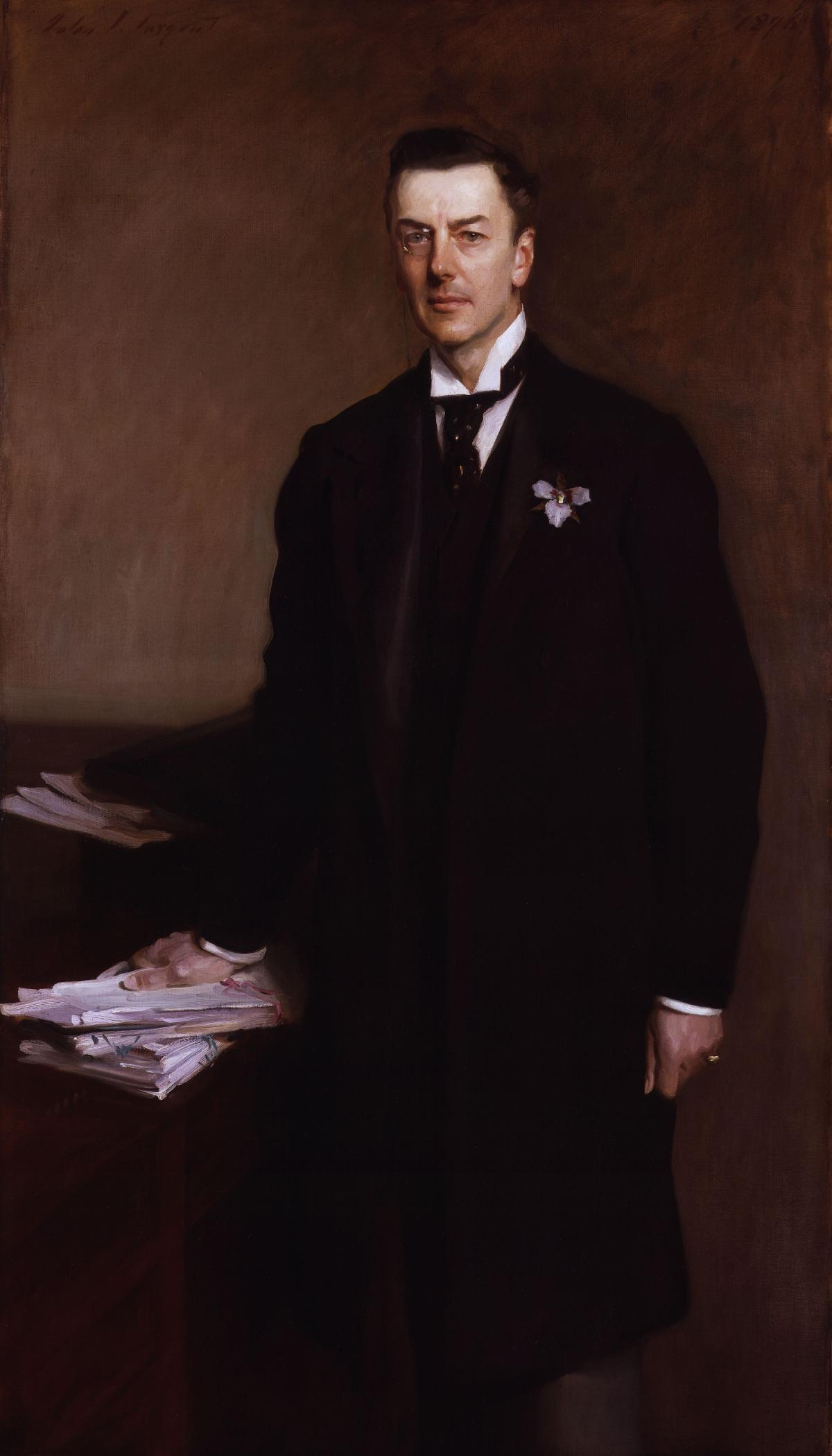
Joseph Chamberlain al tempo in cui ricopriva l'incarico di ministro delle Colonie.

Era, tuttavia, l'Africa a destare le maggiori preoccupazioni: la Repubblica del Transvaal rimaneva per Chamberlain una spina nel fianco. Questa nazione, potente grazie alle sue ricchezze minerarie, minacciava secondo il ministro la Colonia del Capo che, nonostante l'importanza del Canale di Suez, restava un caposaldo strategico, «La pietra angolare di tutto il sistema coloniale britannico».
Per gli inglesi che lavoravano in Transvaal, gli Uitlanders, Chamberlain chiedeva il diritto di voto ma, come i suoi colleghi, era sempre più propenso ad uno sfoggio di forza. All'inizio di settembre del 1899 il governo di Salisbury decise di inviare truppe in Sud Africa, mentre si rafforzava la volontà di impedire ai boeri di costruire una ferrovia che raggiungesse Delagoa (oggi Maputo), città coloniale portoghese sull'Oceano Indiano.
Con questo nuovo collegamento ferroviario i boeri si sarebbero liberati della necessità di servirsi della ferrovia britannica che arrivava al Capo. Per lo scontro imminente, Chamberlain aveva avuto la promessa di appoggio da australiani, canadesi, coloni dell'Africa occidentale e della Malaysia. Ma a rompere gli indugi fu il presidente del Transvaal, Paul Kruger, che nell'ottobre del 1899 mandò un ultimatum. A Natale le truppe boere erano già entrate in profondità in territorio britannico.

### L'incontro con Guglielmo II
Nel novembre dello stesso 1899, i sovrani dell'Impero tedesco, Guglielmo II e Augusta Vittoria fecero visita a Londra alla Regina Vittoria di Gran Bretagna. Salisbury, al capezzale della moglie morente, fu sostituito da Chamberlain che il 21 ebbe un lungo colloquio con Guglielmo. Questi, di fronte a ulteriori offerte di alleanza, confermò la posizione dell'anno precedente, facendo presente gli ottimi rapporti che la Germania intratteneva con la Russia.
Il giorno dopo Chamberlain si incontrò, per la prima volta di persona, con Bernhard von Bülow, per enunciargli il suo ideale di collaborazione fra Gran Bretagna, Stati Uniti e Germania. Anche con Bülow non si trovò d'accordo sul tema della Russia della quale, secondo Chamberlain, occorreva arginare i disegni espansionistici.

### I boeri e la crisi con la Germania
Sottovalutato il nemico, il secondo conflitto anglo-boero si rivelò per le forze britanniche molto più impegnativo del previsto. Al giudizio militare errato dei generali si affiancò il giudizio politico errato di uomini come Chamberlain, secondo cui i boeri potevano facilmente essere assimilati nell'Impero britannico. Di fronte ai primi insuccessi militari, Salisbury e Balfour si difesero molto male in Parlamento, così che Chamberlain diventò la figura centrale del governo.
A suo favore giocava il fatto che uomini di origine inglese di tutti i Dominions si stringevano intorno alle madre patria, e quando le vittorie britanniche di maggio e giugno del 1900 parvero preludere ad un crollo del nemico, Chamberlain si batté energicamente a favore delle elezioni anticipate per raccogliere i frutti dell'imminente vittoria. Salisbury dapprima esitò ma di fronte all'annessione del Transvaal nei confini dell'Impero, cedette: a settembre fu sciolto il Parlamento e alle elezioni successive gli unionisti ottennero oltre il 50% dei voti. Tuttavia il conflitto, combattuto dai boeri con le armi della guerriglia, durò per altri due anni.
In quest'ultimo periodo le forze britanniche furono accusate di gravi maltrattamenti e Chamberlain il 25 ottobre 1901 dichiarò che se la Gran Bretagna avesse dovuto prendere per il futuro misure più severe contro i boeri, tali misure non si sarebbero mai avvicinate a quelle adottate dalle altre potenze in passato. Egli citò alcuni casi, alludendo anche a violenze perpetrate dai tedeschi durante la Guerra franco-prussiana. Tali affermazioni produssero molto rumore in Germania e una violenta risposta da parte di Bülow che nel frattempo era diventato Cancelliere.
L'episodio portò ad una crisi politica fra Gran Bretagna e Germania e al definitivo abbandono da parte di Chamberlain di proposte d'alleanza fra i due Paesi. Successivamente, anzi, Chamberlain appoggiò sia l'alleanza della Gran Bretagna con il Giappone (1902), sia l'Entente cordiale con la Francia (1904).

## Per il Protezionismo (1903-1906)

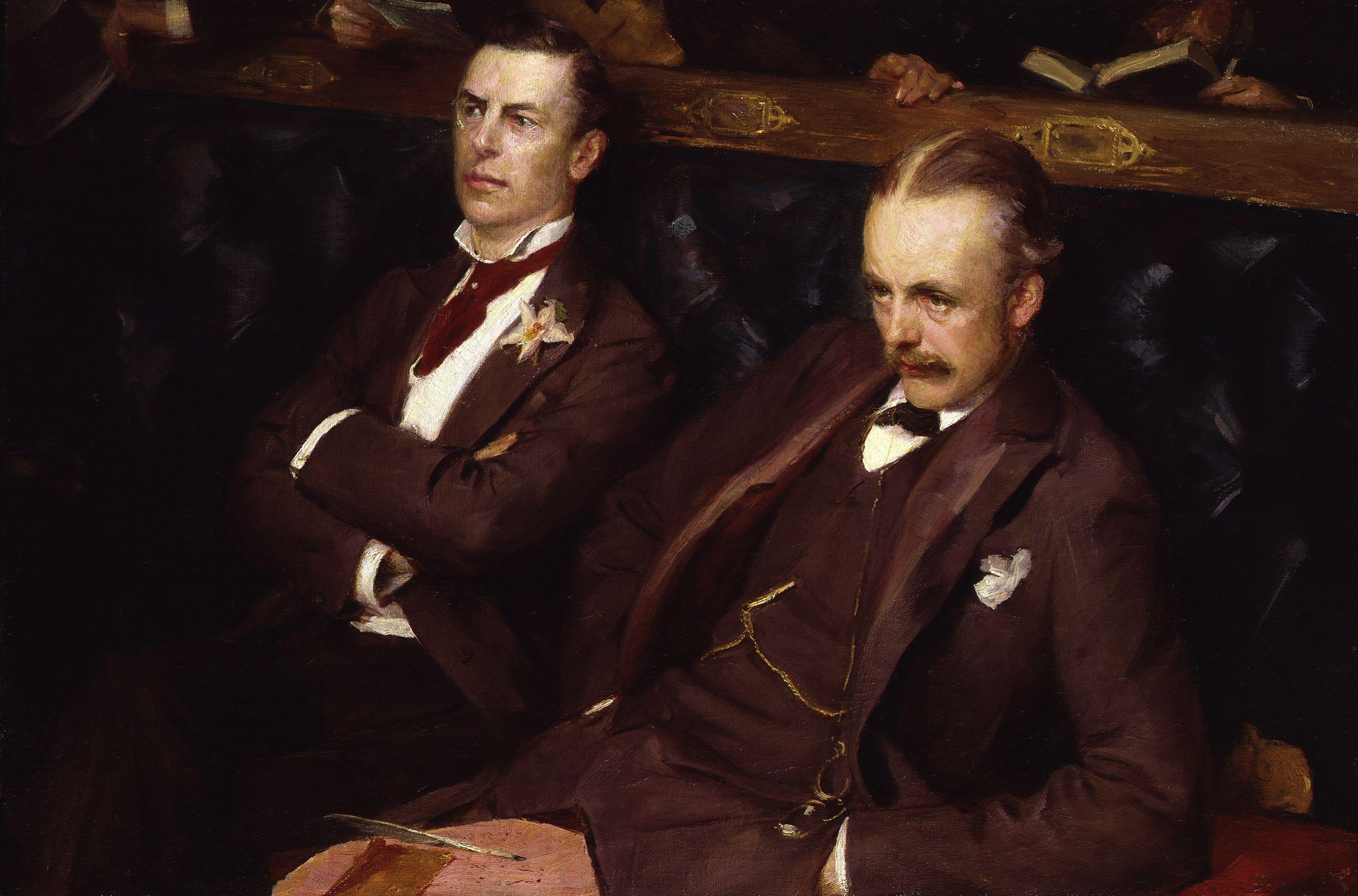
Chamberlain con Arthur James Balfour.

Terminata la guerra anglo-boera e deceduta la Regina Vittoria, la posizione di Salisbury si fece più precaria. Non vi erano dubbi che suo nipote, il conservatore Balfour, gli sarebbe succeduto nella carica di Primo ministro, anche se una parte della stampa, compreso il The Times, sostenne la candidatura di Chamberlain. Nel luglio del 1902, si formò tuttavia il governo Balfour che vide confermato Chamberlain al dicastero delle Colonie e che affrontò, subito diviso, il problema delle enormi spese sostenute per la guerra.
Chamberlain, con il motto di «Preferenza all'Impero», colse l'occasione per chiedere che venissero reintrodotte le tariffe doganali per trasformare l'Impero in un'unione protezionistica. Assicuratosi della convergenza di idee con Balfour, nel settembre 1903, per avere maggiore libertà di azione, si dimise da ministro e avviò la sua campagna per convertire la Gran Bretagna alla riforma delle tariffe doganali. Dichiarò al suo pubblico operaio che il protezionismo era necessario a mantenere gli standard di assistenza sociale, e perseguì costantemente la tesi che la riforma delle tariffe avrebbe assicurato la sopravvivenza della Gran Bretagna come grande potenza.
In campo liberale, Herbert Henry Asquith si propose come il più accanito oratore contro le tesi di Chamberlain che, in tutti i modi, nell'inverno del 1903 rimaneva sulla cresta dell'onda, tanto che a dicembre i fautori della riforma doganale vinsero tre elezioni suppletive. Con il passare degli anni, però, i Liberali guadagnarono sempre più terreno e alle elezioni politiche del gennaio 1906, alla maggioranza degli elettori il protezionismo sembrò il tentativo di aumentare le tasse e il prezzo del cibo. Così che i Liberali tornarono al potere con una maggioranza di 243 deputati.

## Gli ultimi anni (1906-1914)
Nel luglio del 1906, Chamberlain ebbe un colpo apoplettico e l'anno seguente era ormai evidente che non sarebbe più tornato alla vita politica attiva. Morì nella sua dimora di Highbury Hall, a Birmingham, il 2 luglio 1914. I suoi due figli Joseph Austen e Neville divennero personalità di primo piano della vita politica del Regno Unito e mondiale.

## Note

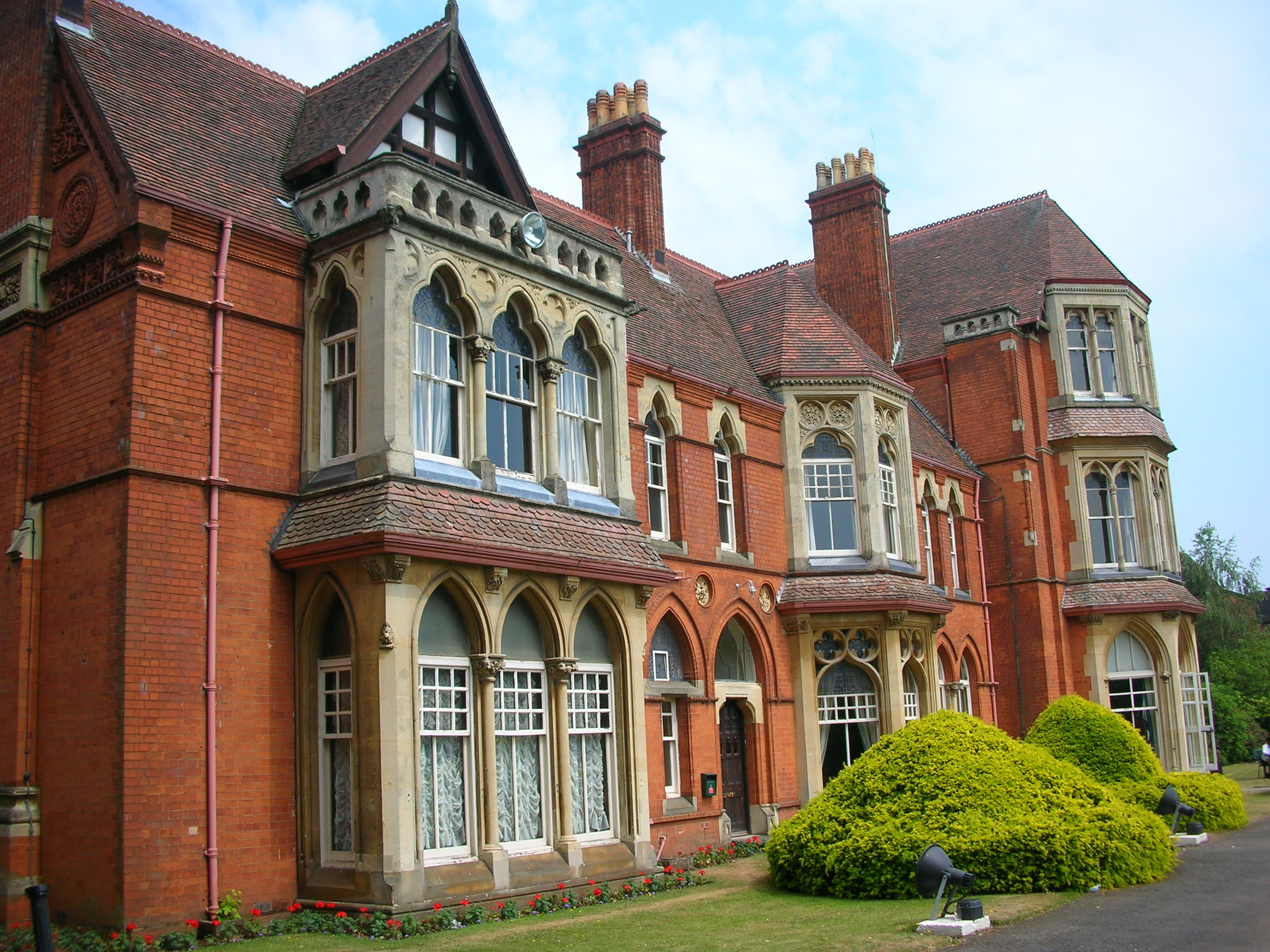
La dimora di Chamberlain a Highbury Hall (Birmingham) oggi